# خنوم
خنوم در اساطیر مصر باستان، یکی از قدیمی‌ترین خدایان مصر باستان می‌باشد؛ که در اصل به او آفرینندهٔ رود نیل لقب داده‌اند. به دلیل سیل سالیانه مصر که ارمغان آورندهٔ گل و لای و خاک رس و آب است به او لقب آفرینندهٔ کودکان نیز داده‌اند. در معبد لوکسور خنوم با چرخ سفالگری خود مشغول آفریدن فرعون و کا می‌باشد. این خدا را آفرینندهٔ انسان نیز می‌پنداشتند.

## نماد شناسی
خنوم را به شکل مردی با سر قوچ به تصویر کشیدند. شاخ‌های این خدا به صورت افقی یا مردی با سر قوچ ایستاده بر دو پای خود رسم کرده‌اند. این خدا را گاه با چهار سر قوچ به تصویر کشیده‌اند.